# Manitù, lo spirito del male
Manitù, lo spirito del male (The Manitou) è un film statunitense del 1978 diretto da William Girdler.
Il film è ispirato al romanzo The Manitou (1976) di Graham Masterton, che a sua volta è incentrato sulla leggenda di Manitù.

## Trama
San Francisco. Alla ragazza di un cartomante un po' ciarlatano spunta un'escrescenza sul collo, che ben presto si rivela essere la mostruosa reincarnazione di uno stregone indiano vissuto nel sedicesimo secolo.